# Eckhart Liss

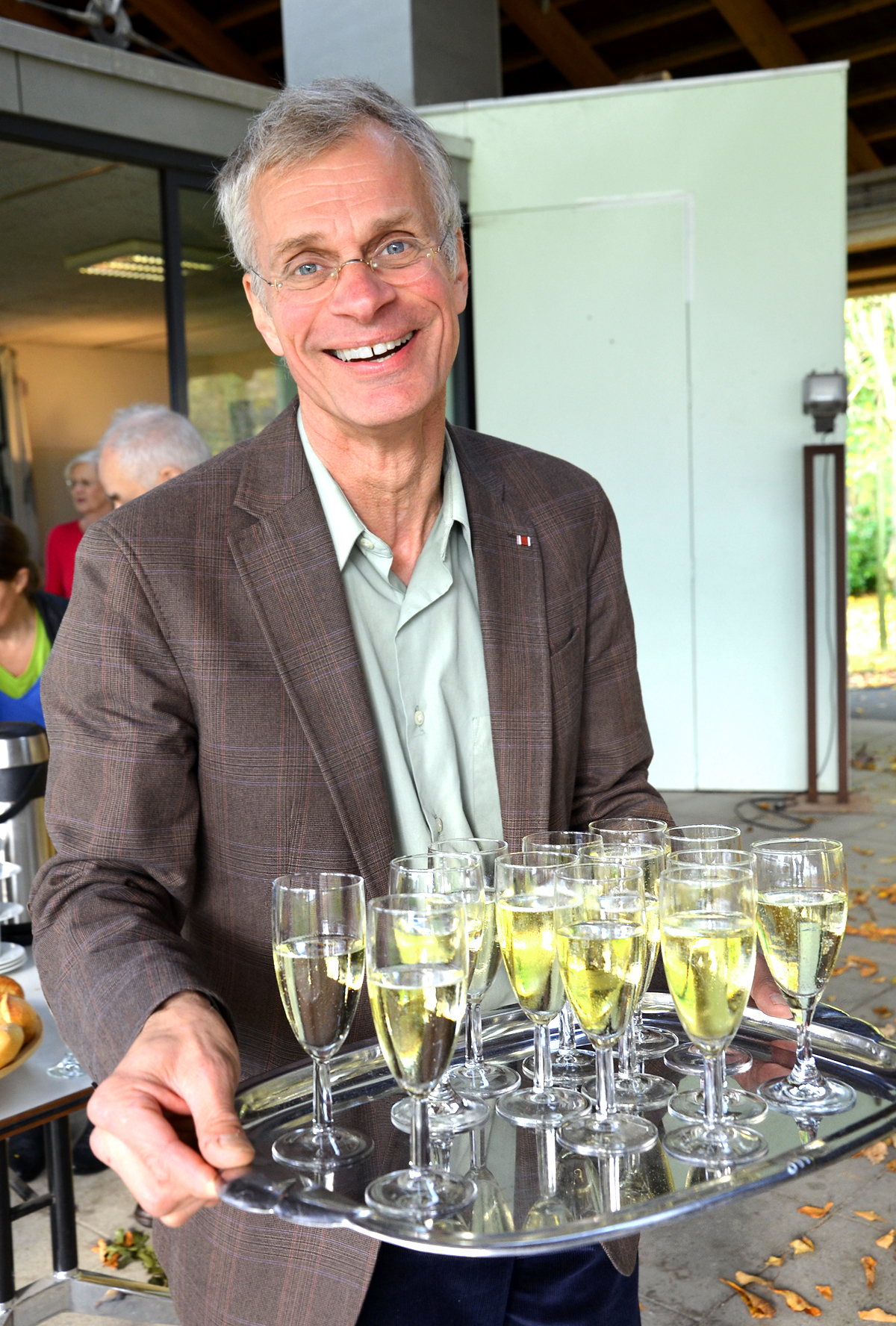
Eckhart Liss 2013 beim Sektempfang für den Freundeskreis Hannover

Eckhart Liss (* 1958 in Hannover) ist ein deutscher Musiker, Instrumentenbauer, Bildhauer und Klanginstallations-Künstler. Der für seine Verdienste ausgezeichnete Kulturmanager und Dozent an der Leibniz Universität Hannover ist Geschäftsführer und künstlerischer Leiter des Vereins Kunst und Begegnung Hermannshof e.V., dem Trägerverein des Kulturdenkmals Hermannshof in Völksen.

## Leben

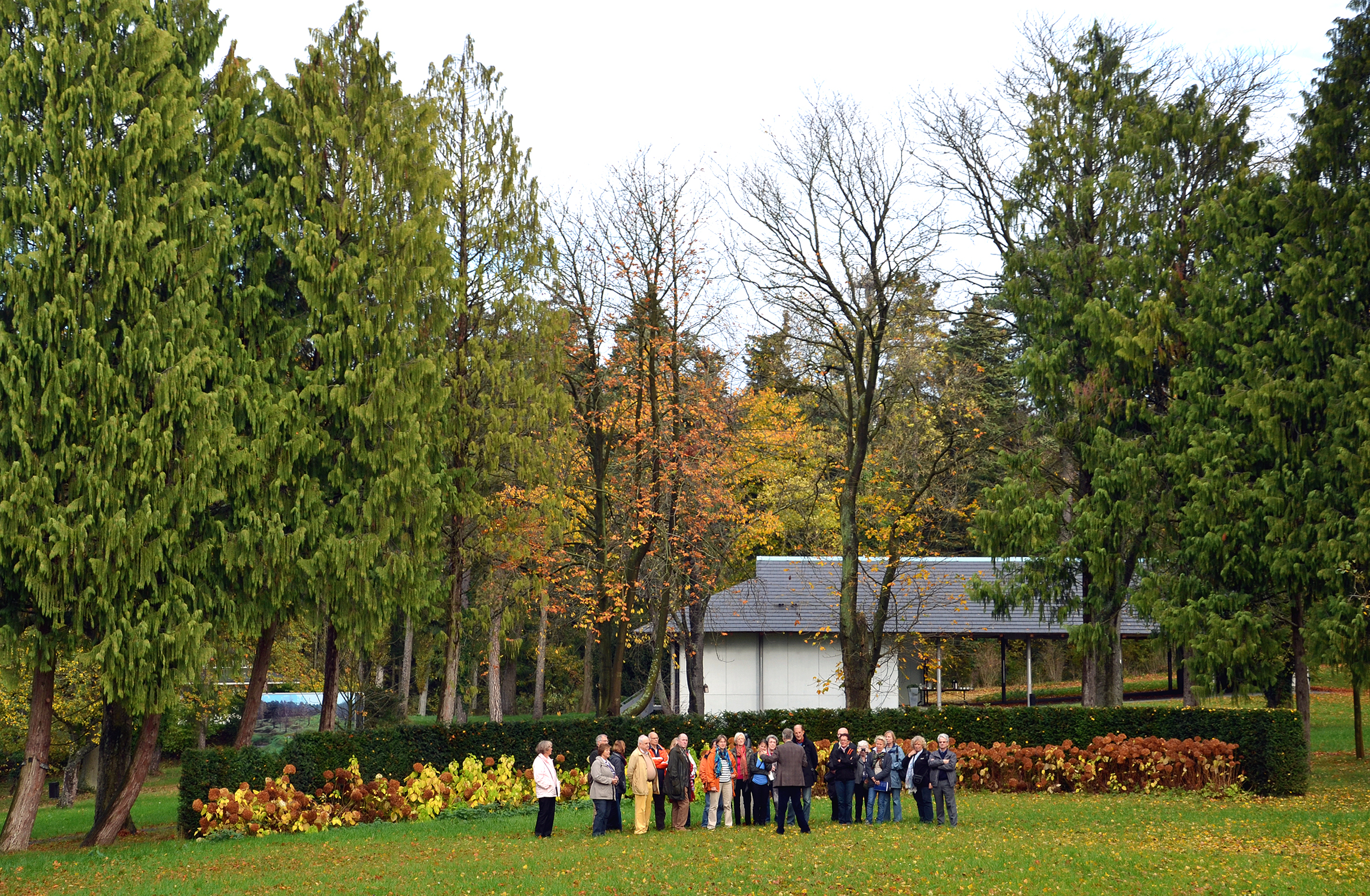
Eckhart Liss 2013 beim Erläutern einer Skulptur von Urs Lüthi während einer Führung über das Kulturdenkmal Hermannshof

Eckhart Liss kam 1958 in Hannover als Sohn des seinerzeit in Springe tätigen Pfarrers Günter Liss (†) und dessen Ehefrau Annemarie zur Welt. Im Springer Pfarrhaus, in dem Orgel, Klavier und Akkordeon gespielt wurde, kam Liss schon früh intensiv mit Kunst und Musik zusammen und erlernte zunächst das Spiel auf der Querflöte. 1973 erbte Eckharts Vater Günter, gemeinsam mit dessen in Frankfurt verheirateter Schwester Ellen Berg, den ursprünglich von dem Möbelfabrikanten Hermann Rexhausen angelegten Hermannshof in Völksen. Nach dem Tod des Pfarrers zog die Witwe 1980 mit ihrem Sohn auf das ererbte Anwesen nahe dem Deister. Der junge Musiker erlernte anschließend fünf Jahre lang nun den Bau von Querflöten in der Firma Conrad Mollenhauer in Fulda, suchte sich ab 1981 dann aber zum Gestalten eigener Kleinplastiken einen Lehrmeister, den er im Odenwald in der Person von Jan Holschuh fand. Dort absolvierte Liss eine „Bauhaus-Grundlehre“, arbeitete währenddessen vor allem mit Hartholz und Elfenbein. Beim Internationalen Elfenbeinwettbewerb, 1985 ausgeschrieben vom Deutschen Elfenbeinmuseum in Erbach, gewann Liss den ersten Preis für eine seiner Arbeiten.
Um schließlich auch größere Skulpturen schaffen zu können, ging Eckhart Liss anschließend als Gaststudent nach Berlin an die Hochschule der Künste, wo er unter Makoto Fujiwara „das Klopfen in Stein und Sägen in Holz“, inklusive Kettensäge-Schein erlernte und insbesondere „einen Blick für den Außenraum, für Skulptur und Landschaft, für Landschaftsarchitektur“ gewann.

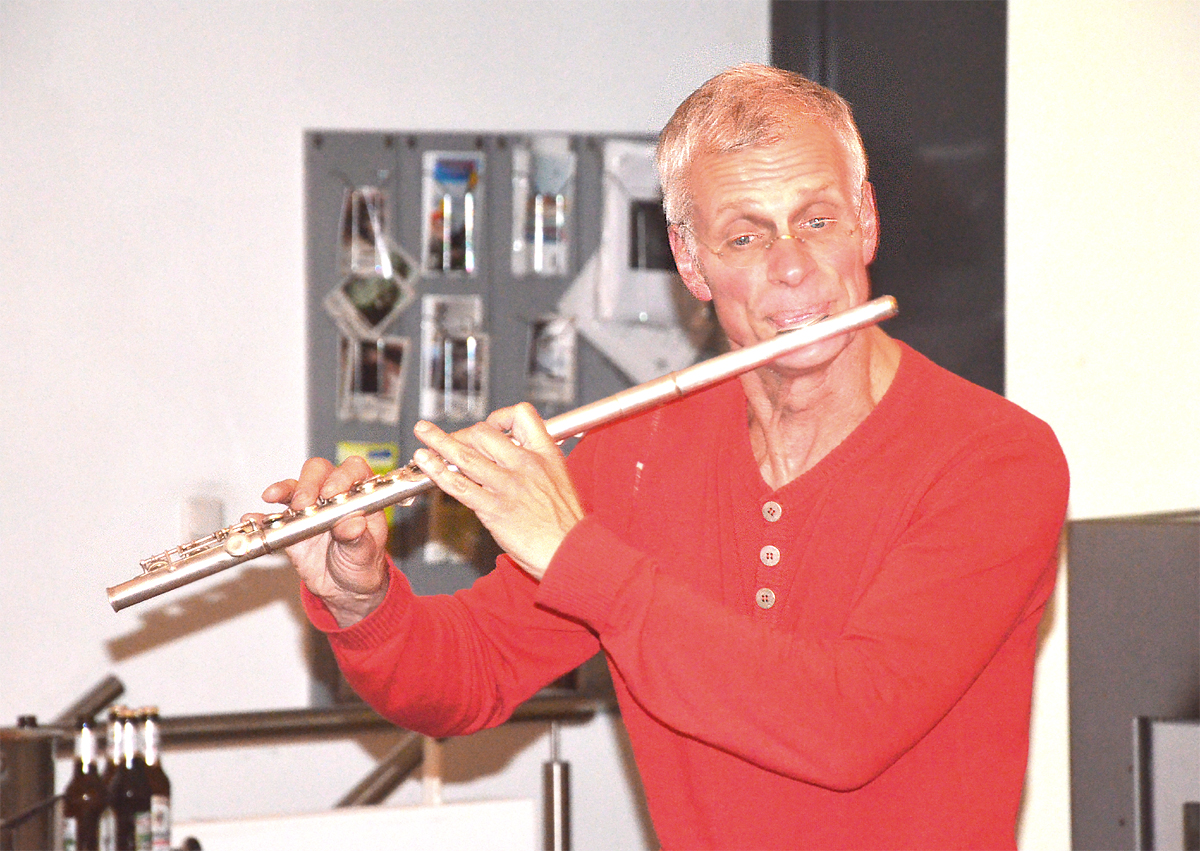
Eckhart Liss Mitte September 2015 beim Spiel mit der Querflöte vor den Gremien-Mitgliedern des Freundeskreises Hannover

So ausgestattet, entdeckte Liss den von seinen Verwandten ererbten, unterdessen verwahrlosten Gutshof in Völksen 1988 neu, „als Basis für eine Bildhauerwerkstatt“, die im Folgejahr als „Künstlerwerkstatt Hermannshof“ ihre Arbeit aufnehmen konnte. Unterdessen betrieb Liss seine Studien in Berlin weiter, unterrichtete Querflöte an der Musikschule in Spandau und spielte in verschiedenen Formationen, „jazzig und improvisiert, am intensivsten als „Kliss“ mit dem Bassisten Gerhard Klink, einem Freund aus Fuldaer Zeiten“. Daneben unterrichtete Liss das musikalische „Spiel ohne Noten“ in Workshops an Schulen und Musikhochschulen.
Nachdem Liss als künstlerischer Leiter auf dem Hermannshof 1990 die jährlich im August stattfindenden Künstlertage Hermannshof initiiert hatte, wurde er 1992 Geschäftsführer des im selben Jahr gegründeten gemeinnützigen Vereins Kunst und Begegnung Hermannshof e. V. Dort gründete er feste Formate wie etwa die Literatur am Kamin, Kurzfilmtage, Videokunstausstellungen, die Werkstatt Literatur, Frühjahrsausstellungen im Hermannshof-Park und Open-air-Kinotage. Ein 2003 eingeweihtes neues Haus im Park entwickelte Liss zur multifunktionalen Hauptspielstätte der von ihm organisierten Veranstaltungen, den historischen Teepavillon von 1917 zum Ausstellungsraum für Kunst. Neben dem historischen Hauptgebäude formte Liss die gesamte Parkanlage mit ihren Wiesen und der Plantage zum Kunst-Ausstellungsraum unter freiem Himmel für die verschiedensten Künstler. Hierfür arbeitete Liss mit der Gartenregion Hannover zusammen, beschäftigte „15 Auszubildende für Garten- und Landschaftsbau der Akademie Überlingen“ und kooperierte mit dem Arbeitsamt Hameln/Springe.

## Ehrungen
Am 26. Juli 2012 wurde Eckhart Liss im Gästehaus der Niedersächsischen Landesregierung in Hannover „für sein außergewöhnliches Engagement in der regionalen Kulturförderung mit dem Verdienstkreuze am Bande des Niedersächsischen Verdienstordens ausgezeichnet“.

## Medienecho (Auswahl)
- Rüdiger Meise: Kulturpreis für Kunstvisionär Eckhart Liss / Fahlbusch für Engagement bei fairKauf ausgezeichnet, in: Hannoversche Allgemeine Zeitung (HAZ) vom 2. Dezember 2014, S. 16